# Équipement terminal de circuit de données
 (novembre 2017).
Si vous disposez d'ouvrages ou d'articles de référence ou si vous connaissez des sites web de qualité traitant du thème abordé ici, merci de compléter l'article en donnant les références utiles à sa vérifiabilité et en les liant à la section « Notes et références ».
Pour les articles homonymes, voir ETCD et DCE.

Schéma d'un réseau X.25

Un équipement terminal de circuit de données (ETCD ; en anglais, Data Communication Equipment ou Data circuit-terminating equipment [DCE]) est un élément permettant la connexion des terminaux ETTD (équipement terminal de traitement de données) au canal de transmission de données.
Ce raccordement nécessite généralement une adaptation de signal qui sera réalisée par un ETCD. Les ETCD permettent d'adapter le flux des données aux conditions de la ligne et de faire la transformation analogique numérique ou numérique analogique.
Un exemple d'équipement ETCD est le modem.
Ne pas confondre avec DTE (Data Terminating Equipment) qui lui marque la fin d'un circuit de données, par exemple, une imprimante.